# Bruno Venturini (calciatore)
Bruno Venturini (Carrara, 26 settembre 1911 – Lecce, 7 marzo 1991) è stato un calciatore italiano, di ruolo portiere.

## Carriera
Insieme al compagno di squadra Ercole Carzino fu l'unico giocatore della Sampierdarenese a giocare in Nazionale.

## Statistiche

### Presenze e reti in nazionale
| Cronologia completa delle presenze e delle reti in nazionale ― Italia | Cronologia completa delle presenze e delle reti in nazionale ― Italia | Cronologia completa delle presenze e delle reti in nazionale ― Italia | Cronologia completa delle presenze e delle reti in nazionale ― Italia | Cronologia completa delle presenze e delle reti in nazionale ― Italia | Cronologia completa delle presenze e delle reti in nazionale ― Italia | Cronologia completa delle presenze e delle reti in nazionale ― Italia | Cronologia completa delle presenze e delle reti in nazionale ― Italia |
| Data                                                                  | Città                                                                 | In casa                                                               | Risultato                                                             | Ospiti                                                                | Competizione                                                          | Reti                                                                  | Note                                                                  |
| --------------------------------------------------------------------- | --------------------------------------------------------------------- | --------------------------------------------------------------------- | --------------------------------------------------------------------- | --------------------------------------------------------------------- | --------------------------------------------------------------------- | --------------------------------------------------------------------- | --------------------------------------------------------------------- |
| 3-8-1936                                                              | Berlino                                                               | Stati Uniti                                                           | 0 – 1                                                                 | Italia                                                                | Olimpiadi 1936 - Ottavi di finale                                     | -                                                                     |                                                                       |
| 7-8-1936                                                              | Berlino                                                               | Giappone                                                              | 0 – 8                                                                 | Italia                                                                | Olimpiadi 1936 - Quarti di finale                                     | -                                                                     |                                                                       |
| 10-8-1936                                                             | Berlino                                                               | Norvegia                                                              | 1 – 2 dts                                                             | Italia                                                                | Olimpiadi 1936 - Semifinale                                           | -                                                                     |                                                                       |
| 15-8-1936                                                             | Berlino                                                               | Austria                                                               | 1 – 2 dts                                                             | Italia                                                                | Olimpiadi 1936 - Finale                                               | -                                                                     | 1º Titolo Olimpico                                                    |
| Totale                                                                |                                                                       | Presenze                                                              | 4                                                                     |                                                                       | Reti                                                                  | 0                                                                     |                                                                       |

## Palmarès

### Club
- Prima Divisione: 1

Lucchese: 1933-1934

### Nazionale
- Oro olimpico: 1

Berlino 1936